# MAP kinaza kinaza kinaza
MAP kinaza kinaza kinaza (EC 2.7.11.25, cMos, cRaf, MAPKKK, MAP3K, MEKK, MEKK1, MEKK2, MEKK3, MEK kinaza, Mil/Raf, MLK-slična mitogen-aktivirajuća proteinska trostruka kinaza, MLTK, MLTKa, MLTKb, REKS, STK28) je enzim sa sistematskim imenom ATP:protein fosfotransferaza (MAPKKKK-activated). Ovaj enzim katalizuje sledeću hemijsku reakciju
ATP + protein {\displaystyle \rightleftharpoons } ADP + fosfoprotein
Ovaj enzim fosforiliše i aktivira proteinsku kinazu, EC 2.7.12.2, mitogen-aktiviranu proteinsku kinazu kinazu (MAPKK). Za njegovo dejstvo je neophodna MAPKKK.

## Spoljašnje veze
- Mitogen-activated+protein+kinase+kinase+kinase на 